# Al'bert Makašov
Al'bert Makašov (in russo Альберт Михайлович Макашов?, Al'bert Michajlovič Makašov; Oblast' di Voronež, 12 giugno 1938) è un generale e politico russo.
Nel 1989, Makašov fu eletto nel Soviet Supremo. Concorse alle elezioni presidenziali del 1991 come un "nazionalista indipendente", ottenendo il 3,74%. Sostenne il tentativo di colpo di stato che ebbe luogo nello stesso anno. Durante la crisi dell'ottobre 1993 ebbe l'incarico della difesa della Casa Bianca. Organizzò una massa di persone che il 3 ottobre assaltarono i cordoni di polizia, sequestrarono l'Ufficio del sindaco di Mosca e tentarono di prendere la stazione televisiva Ostankino.
Quando la ribellione fu soppressa, Makašov, e una serie di altri oppositori, furono arrestati. In seguito al carcere e l'amnistia del 1994, fu eletto deputato della Duma della Federazione Russa come membro del gruppo parlamentare comunista (dal 1995).